# 이나히노미코토
이나히노미코토(일본어: 稲飯命 ?~?[*])는 일본 신화에 등장하는 고훈시대 일본의 황족이다. 일본서기에서는 이나히노미코토(稲飯命)와 히코메시이노치(彦稻飯命)로 기록됨. 고사기에서는 히코이나 이노메에(稻氷命)로 기록됨. 서적 國史大辞典 6에 의하면 진무 천황의 형으로 되어 있다. 신센쇼지로쿠에서 이나히노 미코토는 신라왕(新羅王)의 조상이라고 쓰여있다. 이나히노 미코토가 쓰는 도검은 일본서기(日本書紀) 신대의 기록에서 카라사이(韓鋤)라고 쓰여 있어 한반도에서 도래한 예리한 도검을 썼다고 알려져있다.

## 기록
『일본서기』・『고사기』에 의하면 彦波瀲武鸕鶿草葺不合尊(우가야후키아에즈)와 해신의 딸 玉依姫(타마요리히메)에서 태어난 둘째 혹은 셋째라고 한다. 형은 彦五瀬命 동생은 三毛入野命과 진무천왕(神武天皇)이다. 
일본서기에서는 이나히노미코토는 진무동정(진무천황과 함께 일본의 동쪽을 정벌)에 함께했으나 쿠마노(熊野)에 도착했을 때 폭풍을 만나 "나의 조상은 천신이며 나의 어머니는 해신이거늘 왜 나를 육지에서 괴롭게하고 바다에서도 괴롭게 하는가" 라고 말하며 칼을 뽑고 바다로 들어가서 鋤持神(사히모치의 신)이 되었다고 한다.

## 서적
- 신센쇼지로쿠(新撰姓氏録)에 따르면 是出於新良國，即為國主。稻飯命者，新羅國王者組合。 라고 했다.  에도시대 후기(群書類従) 제16집에 따르면 是出於新良國。即為國主。稻飯命出於新羅國王者祖合。 라고도 한다.[2][3][4]
- 國史大辞典 6[5]

## 같이 보기
- 진무 천황
- 진무 동정